# Dieux et Mécanismes
Dieux et Mécanismes (en russe : Ананасная вода для прекрасной дамы ; traduction littérale en français : « De l'eau à l'ananas pour une belle dame ») est un recueil de récits de Viktor Pelevine, publié en décembre 2010 en Russie. L'ouvrage est composé de deux parties inégales : Dieux et Mécanismes est la plus grande partie et Mécanismes et Dieux la plus petite. La première partie se compose de deux récits : Opération « Burning Bush » (littéralement « Buisson ardent ») et Les Codes antiaériens d'Al Efesbi. La seconde partie comprend deux récits : Freedom liberator et Requiem soviétique.
L'ouvrage a été repris dans la liste des nommés pour le prix russe Bolchaïa kniga de 2011.

## Sujet

### Opération «Burning Bush»
Le protagoniste du roman, Semion Levitan, aime imiter la voix du célèbre animateur de radio de l'époque de la Seconde Guerre mondiale en Russie Youri Levitan. Il devient professeur d'anglais à Moscou durant la période qui suit la perestroïka. Ces deux occurrences l'amènent à être impliqué dans une opération secrète des forces de sécurités. Il doit reproduire la voix de Dieu à distance dans le cerveau du président George W. Bush, considéré comme très croyant. À cette fin, Semion suit un cours de formation théologique accélérée dans une base secrète, en utilisant des textes à contenu religieux et en s'aidant de narcotiques pour expérimenter des expériences mystiques. Par ailleurs on lui implante une dent munie de la technologie adéquate.
Au cours de l'opération secrète il apparaît que les Américains mènent des opérations similaires auprès des dirigeants de l'URSS puis de la Russie à la différence que les émissions reproduisent la voix du diable dans les cerveaux des dirigeants russes et non celle de Dieu. Mais avec le même but d'influencer leurs décisions géopolitiques.

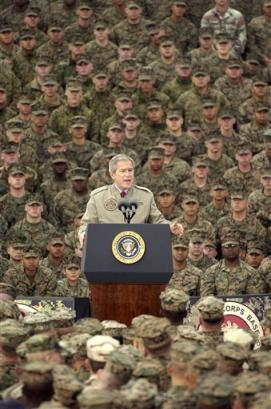
George W. Bush

Le récit se déroule entrecoupé par l'humour sarcastique de Pelevine. Il est écrit à la première personne, celle du héros Semion. À la différence de ses récits précédents, les expériences mystiques se produisent dans un cadre monothéiste occidental et non plus oriental. L'idée du roman se fonde sur les convictions religieuses de George W. Bush, qui a avancé des expressions telles que : « Dieu parle à travers moi » (en 2004) et encore : « Dieu m'a dit d'attaquer Al-Qaïda et je l'ai fait. Avec l'aide de Dieu qui est de notre côté nous serons victorieux ».

### Les Codes antiaériens d'Al Efesbi

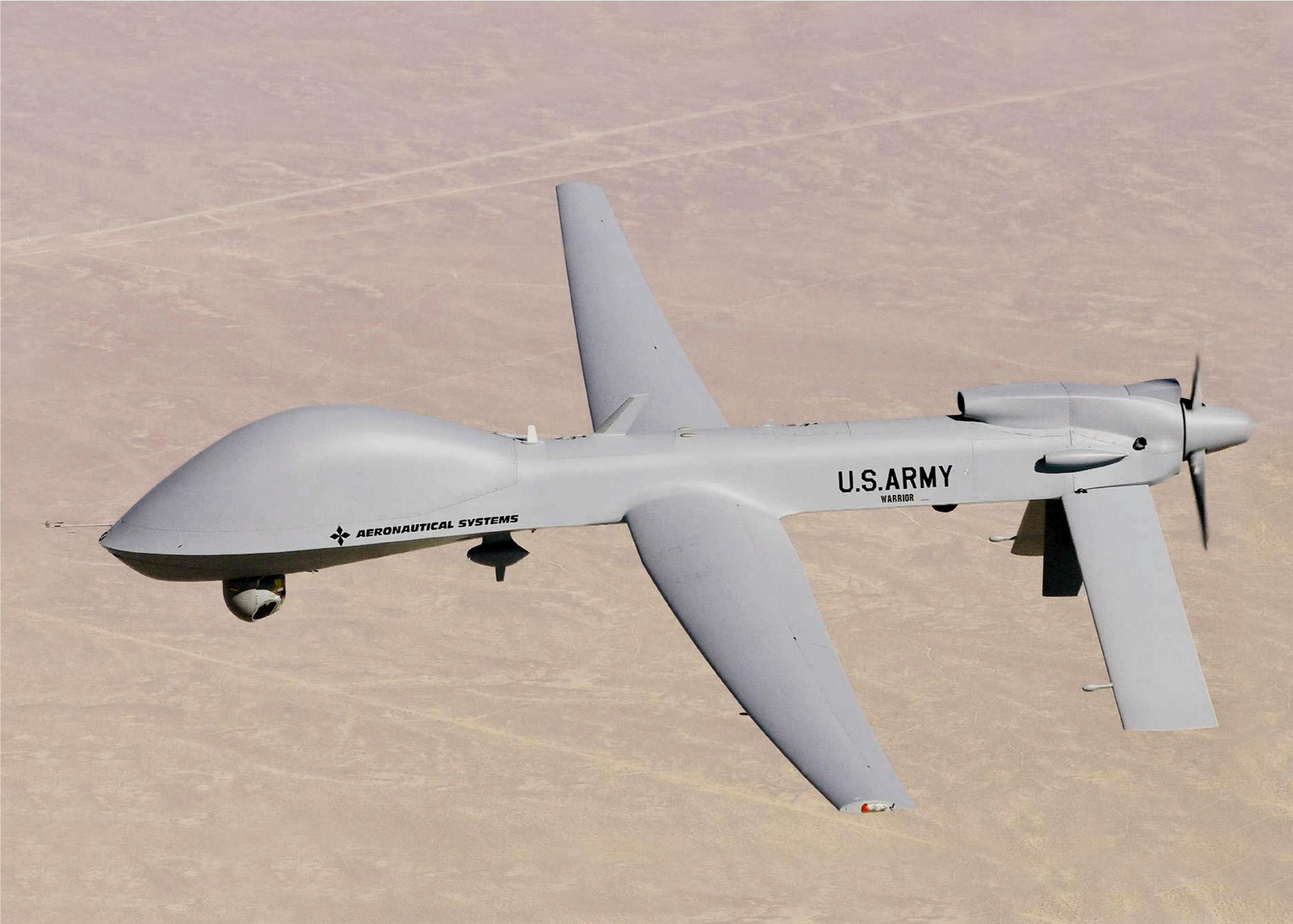
Un drone américain OCPA modèle 2005

Dans la première partie de ce second récit « Freedom liberator », est décrite la raison pour laquelle les Américains subissent des revers dans la guerre en Afghanistan. Ce sont les fuites constantes d'informations par WikiLeaks qui provoquent une conduite inhumaine de la guerre et décident les Américains à utiliser l'intelligence artificielle des drones. Elle est censée diminuer les dégâts collatéraux.
Ces dispositifs américains sont extrêmement efficaces jusqu'à l'apparition de l'agent russe Skotenkov dont le surnom est Al-Efesbi (dû soi-disant à ses origines d'Éphèse ou à l'acronyme du Service fédéral de sécurité de la fédération de Russie le FSB). Offensé à la fois par les américains et les russes, Skotenkov (alias Al-Efesbi) organise un moyen de défense efficace et original contre les drones. Il écrit sur le sol du désert des slogans disposés de telle manière que le drone qui les lit subisse des avaries et s'écrase au sol.
Pelevine développe quelques arguments philosophiques sur l'intelligence artificielle et l'existence de l'âme, avec des allusions aux théories des savants britanniques Alan Turing et Roger Penrose.
La seconde partie du récit, Requiem soviétique (allusion à un court récit de Jorge Luis Borges sur le Requiem allemand), se compose d'un monologue de Skotenkov qui se trouve placé dans les prisons de la CIA où il est condamné à jouer sur les cours de l'euro et du dollar (USD/EUR) par rapport au rouble.

### Observateur de l'ombre
La version russe de l'édition du livre de Pelevine comprend trois récits de plus que la version française de l'éditeur ALMA. Le premier est Observateur de l'ombre, récit ironique sur les tentatives des Européens de pénétrer la culture indienne et l'Inde elle-même.
Le second, Tkhagi, est le récit de Boris, à la recherche des admirateurs de la déesse indienne Kali. Il veut rejoindre cette secte dont il sera la victime. Le récit a été publié en 2010, dans le magazine Snob.
Le troisième récit, non repris dans la version de l'éditeur français, est L'Hôtel des bonnes incarnations. C'est l'histoire de l'âme d'une jeune fille à qui un ange suggère de s'incarner dans la peau d'une fille d'oligarque. Elle refuse catégoriquement après avoir entendu les explications de l'ange et perd la vie.

## Le titre
C'est dans le troisième récit L'Hôtel des bonnes incarnations qu'une citation est faite d'un vers de Maïakovski qui concerne De l'eau à l'ananas pour la belle dame. C'est cette citation de Maïakovski qui est utilisé comme titre de l'ensemble du recueil de l'édition en russe : De l'eau à l'ananas pour une belle dame.

## Points de vue et critiques
« Le recueil De l'eau à l'ananas pour une belle dame (Dieux et Mécanismes en français) est le meilleur livre de Pelevine de ces dernières années. Il comprend deux histoires séparées... dans la meilleure tradition de La Flèche jaune... Rejetant les gags répétitifs il revient au ton lancinant et pur de ses premiers romans, les meilleurs... Il est difficile de se défaire de l'impression que les deux héros et Semion Levitan et Skotenkov Al-Efesbi ont pris beaucoup de leur personnalité à celle de Pelevine » — Galina Iouzefovitch. Les Aventures étonnantes du poisson-pilote : 150 000 mots sur la littérature.